# San Pellegrino (frisdrankbedrijf)

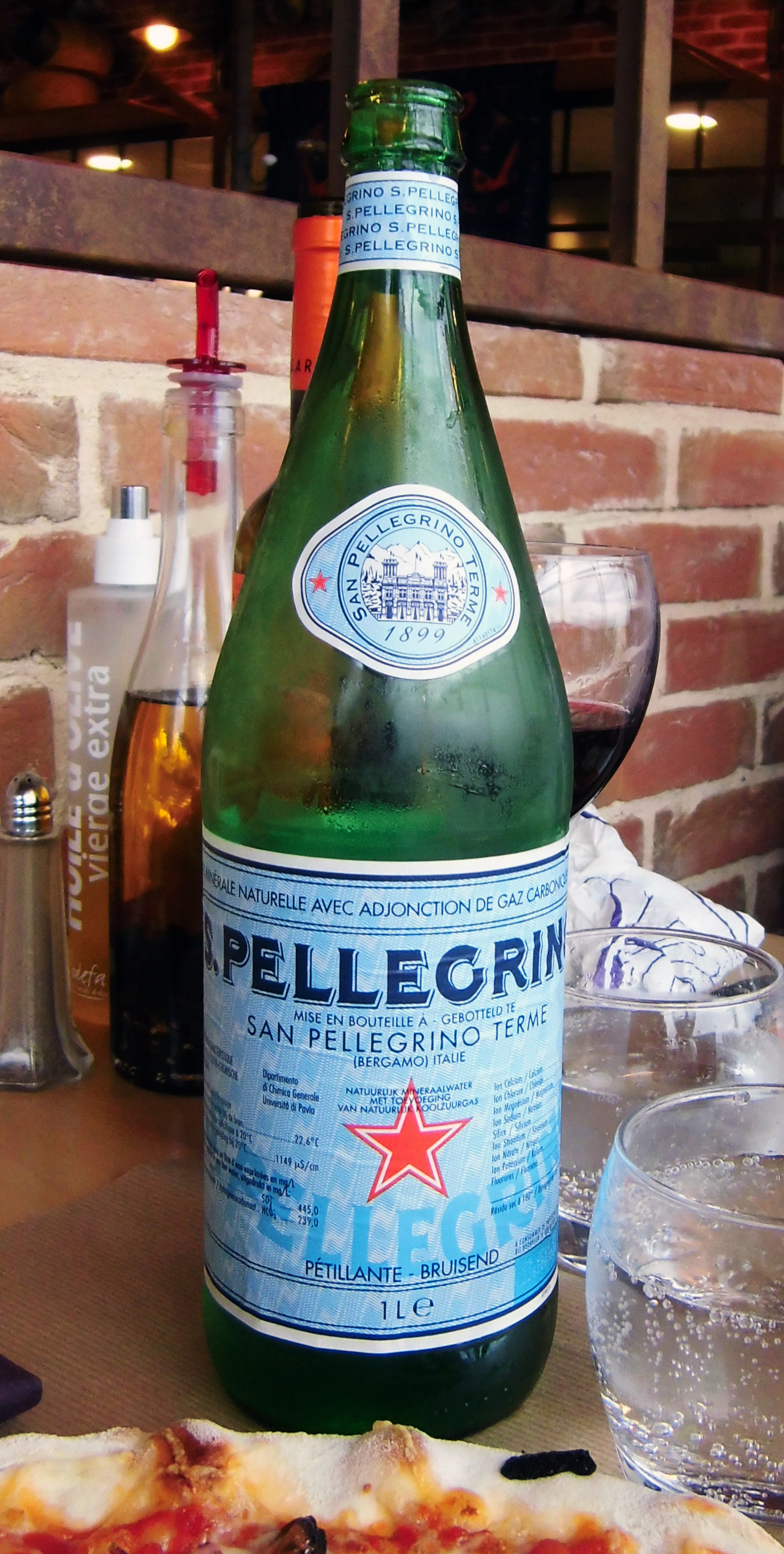
Het mineraalwater van San Pellegrino

San Pellegrino of S.Pellegrino is een frisdrankbedrijf dat gevestigd is in het Italiaans kuuroord San Pellegrino Terme in de provincie Bergamo. Ze produceren onder meer het bekende mineraalwater San Pellegrino.  Het bedrijf werd in 1997 overgenomen door Nestlé.  Het mineraalwater wordt geëxporteerd naar de meeste landen van Europa, Noord- en Zuid-Amerika, het Midden-Oosten en Australasia, evenals naar Japan.
Het water is afkomstig van een diepte van 400 meter onder het aardoppervlak, waar mineralisatie plaatsvindt door contact met kalksteen en vulkanisch gesteente. Het komt van het aquifer aan de oppervlakte in 3 diepe bronnen, met een temperatuur van 22-26°C. Aan het water wordt koolzuur toegevoegd.
Reeds in 1395, toen de dorpsgrenzen van San Pellegrino getrokken werden, werd het water gewonnen en verhandeld.  Leonardo da Vinci bezocht het stadje in 1509 om het water te proeven en te onderzoeken.  De eerste productiecijfers dateren van 1899, dat jaar werden 35.343 flessen geproduceerd, waarvan er 5.562 werden geëxporteerd. Het mineraalwater werd onder andere al verkocht in Caïro, Tanger, Shanghai, Calcutta en Sydney.
In 1932 werd de Aranciata orangeade variante geïntroduceerd.  Aan het mineraalwater werd geconcentreerd sinaasappelsap toegevoegd. Nadien volgden de andere versies Limonata (een limonade), Sanbittèr (een bitter niet-alcoholisch aperitief) en Chinò (op basis van de chinotto vrucht).
De merknaam prijkt ook op de bekende jaarlijkse rangschikking van de beste 50 restaurants van de wereld, The S.Pellegrino World's 50 Best Restaurants Guide, een lijst die intussen is aangevuld met 50 extra restaurants en ondertussen een rangschikking van 100 restaurants is geworden. In Venetië wordt jaarlijks de San Pellegrino Cooking Cup georganiseerd, een zeilwedstrijd over een 16 kilometer waar gelijktijdig op de boot een driegangenmenu bereid dient te worden.